# Scuderia Ambrosiana
La Scuderia Ambrosiana est une écurie italienne de course automobile fondée en 1937 par l'ingénieur et pilote amateur Giovanni Lurani (en), Luigi Villoresi et Franco Cortese. Cette équipe participe aux Grands Prix de 1937 à 1939 et aux épreuves de championnat du monde de Formule 1 de 1950 à 1954, comptant cinq participations. Les voitures étaient peintes en bleu et noir, couleurs du club de football Inter Milan.

## Historique
L'écurie est créée en 1937 et est nommée en référence au saint patron de Milan, Saint Ambroise, dans le but de provoquer le destin et d'obtenir de meilleurs résultats. Les Flèches d'Argent (Mercedes et Auto Union), financées par le gouvernement allemand dominent alors les Grands Prix depuis 1934 et ne laissent que des miettes aux autres écuries découragées.
Né en 1905, Giovanni Lurani (en) prend part à la seconde guerre italo-éthiopienne, puis, de retour à la vie civile, grâce à ses compétences d'ingénieur, fonde la Scuderia Ambrosiana. Lurani est également un pilote qui compte plusieurs participations aux Mille Miglia, dont une victoire de catégorie associé au britannique George Eyston en 1933 (deux autres victoires de catégorie suivront en 1948, puis en 1952).
Luigi Villoresi, né en 1909, est le frère aîné d'Emilio Villoresi face à qui il a de nombreuses fois concouru au cours de sa carrière. Ce dernier décide en 1936 de rejoindre la Scuderia Ferrari qui engage les Alfa Romeo en compétition, laissant seul son frère. Luigi, qui pilote essentiellement des Maserati, rejoint Lurani dès 1937 et, avec Cortese, crée la Scuderia Ambrosiana. Villoresi remporte le Grand Prix d'Afrique du Sud 1939 avec l'Officine Alfieri Maserati à qui il reste fidèle au sortir de la Seconde Guerre mondiale. Il change d'écurie pour Ferrari devenu constructeur en 1949 mais, à la création du championnat du monde de Formule 1, ne revient pas vers celle qu'il a fondé treize ans plus tôt.
Franco Cortese, né à Turin en 1903, devient pilote en 1926. Expérimenté, Cortese débute sur Itala puis est engagé sur les Alfa Romeo de la Scuderia Ferrari et enfin sur des Bugatti. Franco Cortese, le troisième membre fondateur de la Scuderia Ambrosiana, est davantage connu pour ses résultats en courses de voiturettes après avoir remporté les Grands Prix de Rome en 1947 et de Naples en 1950 sur Ferrari.
Bien que fondée par trois pilotes italiens, dès que débute le championnat du monde de Formule 1, l'ensemble des effectifs de la Scuderia sont composés des britanniques Reg Parnell, David Hampshire et David Murray. À l'époque, seules les grandes écuries engageant les pilotes concourant pour le titre, parviennent à engager leurs monoplaces pour l'ensemble de la saison. La Scuderia Ambrosiana ne pouvant prétendre au titre ne se présente qu'aux Grands Prix de Grande-Bretagne, de France et d'Italie, à Monza, près de Milan.
Hampshire et Murray sont les deux premiers à s'engager avec l'écurie milanaise en Formule 1, en Grande-Bretagne. Parnell commence sa saison avec Alfa Romeo puis se présente en France sous la bannière de la Scuderia Ambrosiana. Désireux de bien figurer sur le circuit de Silverstone, les pilotes de la Scuderia sont engagés sur des Maserati 4CLT/48. Qualifiés sur la cinquième ligne, Hampshire est seizième et Murray dix-huitième. Ce dernier, abandonne au quarante-quatrième tour trahi par son moteur tandis que son coéquipier termine à la neuvième place et à six tours du vainqueur Giuseppe Farina.
La Scuderia Ambrosiana envoie deux voitures à Reims en 1950, pour David Hampshire et Reg Parnell. Ni l'un ni l'autre n'établissent de tour chronométré aux qualifications et, de fait, sont aléatoirement placés sur la grille. Parnell est en douzième position tandis qu'Hampshire moins chanceux est dix-huitième et avant-dernier. Aucun des deux ne parvient à atteindre le dixième des soixante-quatre tours, le moteur d'Hampshire défaillant au cinquième tour, celui de Parnell au neuvième.
La dernière épreuve du championnat se dispute en Italie, sur le circuit de Monza, presque à domicile pour la petite écurie milanaise. La Scuderia Ambrosiana sélectionne David Murray pour qui c'est seulement le deuxième départ de la saison. Il se qualifie en vingt-quatrième position à plus de vingt-trois secondes du poleman Juan Manuel Fangio. La course se déroule mieux que les qualifications : si l'Anglais abandonne au cinquante-sixième tour à cause de sa boîte de vitesses, il est classé huitième.
La saison 1950 s'achève sur un constat difficile, aucun des pilotes n'a marqué de point, sauf Parnell en Grande-Bretagne mais avec Alfa Romeo. Le principal problème est la fiabilité des Maserati 4CLT/48. Avec elles, seul David Hampshire reçoit le drapeau à damiers. À la fin de la saison Giovanni Lurani (en) se blesse et doit mettre un terme à sa carrière de pilote tandis que Luigi Villoresi et Franco Cortese quittent l'équipe pour la Scuderia Ferrari.
En 1951, puis en 1954, la Scuderia Ambrosiana revient tenter sa chance en Formule 1 sans plus de succès qu'en 1950.

## Résultats en championnat du monde de Formule 1
| Saison | Écurie              | Châssis          | Moteur                    | Pneus  | Pilotes                                  | Grands Prix disputés    | Points inscrits | Classement |
| ------ | ------------------- | ---------------- | ------------------------- | ------ | ---------------------------------------- | ----------------------- | --------------- | ---------- |
| 1950   | Scuderia Ambrosiana | Maserati 4CLT/48 | Maserati 4CLT 1,5 L l4    | Dunlop | David Hampshire David Murray Reg Parnell | 3                       | 0               | -          |
| 1951   | Scuderia Ambrosiana | Maserati 4CLT/48 | Maserati 4CLT 1,5 L l4    | Dunlop | David Murray                             | 2 (1 non-participation) | 0               | -          |
| 1954   | Scuderia Ambrosiana | Ferrari 500      | Ferrari tipo 500 2,0 L l4 | Avon   | Reg Parnell                              | 1                       | 0               | -          |

| Saison | Écurie              | Châssis          | Moteur      | Pneumatiques | Pilotes         | Courses | Courses | Courses | Courses | Courses | Courses | Courses | Courses | Courses | Points inscrits | Classement |
| Saison | Écurie              | Châssis          | Moteur      | Pneumatiques | Pilotes         | 1       | 2       | 3       | 4       | 5       | 6       | 7       | 8       | 9       | Points inscrits | Classement |
| ------ | ------------------- | ---------------- | ----------- | ------------ | --------------- | ------- | ------- | ------- | ------- | ------- | ------- | ------- | ------- | ------- | --------------- | ---------- |
| 1950   | Scuderia Ambrosiana | Maserati 4CLT/48 | Maserati L4 | Dunlop       |                 | GBR     | MON     | 500     | SUI     | BEL     | FRA     | ITA     |         |         | -               | -          |
| 1950   | Scuderia Ambrosiana | Maserati 4CLT/48 | Maserati L4 | Dunlop       | David Hampshire | 9e      |         |         |         |         | Abd     |         |         |         | -               | -          |
| 1950   | Scuderia Ambrosiana | Maserati 4CLT/48 | Maserati L4 | Dunlop       | David Murray    | Abd     |         |         |         |         |         | Abd     |         |         | -               | -          |
| 1950   | Scuderia Ambrosiana | Maserati 4CLT/48 | Maserati L4 | Dunlop       | Reg Parnell     |         |         |         |         |         | Abd     |         |         |         | -               | -          |
| 1951   | Scuderia Ambrosiana | Maserati 4CLT/48 | Maserati L4 | Dunlop       |                 | SUI     | 500     | BEL     | FRA     | GBR     | ALL     | ITA     | ESP     |         | -               | -          |
| 1951   | Scuderia Ambrosiana | Maserati 4CLT/48 | Maserati L4 | Dunlop       | David Murray    |         |         |         |         | Abd     | Np      |         |         |         | -               | -          |
| 1954   | Scuderia Ambrosiana | Ferrari 500      | Ferrari L4  | Avon         |                 | ARG     | 500     | BEL     | FRA     | GBR     | ALL     | SUI     | ITA     | ESP     | -               | -          |
| 1954   | Scuderia Ambrosiana | Ferrari 500      | Ferrari L4  | Avon         | Reg Parnell     |         |         |         |         | Abd     |         |         |         |         | -               | -          |

Légende : ici